# Азиатские пресноводные черепахи
Азиатские пресноводные черепахи (лат. Geoemydidae) — семейство черепах. Ранее включалось в семейство Emydidae.
Представители этого семейства распространены преимущественно в Азии. Виды рода водные черепахи (Mauremys) представлены также в Европе и Северной Африке. Род американские геоемиды (Rhinoclemmys) населяет Центральную и Южную Америку.
Отличиями от семейства Emydidae являются наличие протоков мускусных желез в третьих и седьмых краевых пластинах, а также высокой 12-й пары краевых щитков, заходящей на супрапигальную пластинку.

## Внешний вид
Эти черепахи бывают разных размеров (от 10 до 80 см в длину).

## Классификация
По данным Reptile Database на март 2025 года семейство включает 75 видов из 19 родов:
| Латинское название | Русское название              | Количество видов |
| ------------------ | ----------------------------- | ---------------- |
| Batagur            | Батагуры                      | 6                |
| Cuora              | Шарнирные черепахи            | 17               |
| Cyclemys           | Шиповатые черепахи            | 7                |
| Geoclemys          |                               | 1                |
| Geoemyda           | Геоемиды, или горные черепахи | 2                |
| Hardella           | Диадемовые черепахи           | 1                |
| Heosemys           | Колючие черепахи              | 4                |
| Leucocephalon      |                               | 1                |
| Malayemys          | Малайские черепахи            | 3                |
| Mauremys           | Водные черепахи               | 9                |
| Melanochelys       | Трёхкилевые черепахи          | 2                |
| Morenia            | Глазчатые черепахи            | 2                |
| Notochelys         | Плоскоспинные черепахи        | 1                |
| Orlitia            | Калимантанские черепахи       | 1                |
| Pangshura          |                               | 3                |
| Rhinoclemmys       | Американские геоемиды         | 9                |
| Sacalia            | Сакалии                       | 2                |
| Siebenrockiella    | Чёрные пресноводные черепахи  | 2                |
| Vijayachelys       |                               | 1                |